# Ustaška mladež
Ustaška mladež, skraćeno UM, bila je omladinska organizacija ustaškog pokreta u Nezavisnoj Državi Hrvatskoj (NDH) tijekom Drugoga svjetskog rata.
Ustaška mladež osnovana je 4. studenoga 1941., s odobrenjem Ante Pavelića, po uzoru na Hitlerovu mladež. Podskupine UM bile su Ustaška uzdanica za učenike osnovnih škola od 7. do 11. godina. Ustaški junaci i junakinje za djecu od 11. do 15. godina, te Ustaška Starčevićeva mladež od 15. do 21. godine života.
Za voditelja UM imenovan je profesor matematike Ivan Oršanić (1904. – 1968.).

## Književnost
- Goran Miljan. 2018. Croatia and the Rise of Fascism: The Youth Movement and the Ustasha During WWII. Library of World War II Studies. Bloomsbury Publishing. ISBN 9781838608293

## Vanjske poveznice
- Ustaška mladež u Zagrebu tijekom mimohoda za ustaškog poglavnika Antu Pavelića